# Georges Bidault
Georges-Augustin Bidault (Moulins, 5 de Outubro de 1899 — 27 de Janeiro de 1983) foi um político e militar francês. Ocupou os cargos de sargento na Primeira Guerra Mundial e de primeiro-ministro da França.